# 防空警报
防空警报是在城市受到空袭威胁时鸣响的提醒人们防空避難的警报，是城市民防工程的重要组成部分。防空警报除了在战争时期使用，也在非战争时期为了纪念某些重大事件而使用。

## 中華人民共和國（大陸地區）

### 种类
防空警报通常分为预先警报、空袭警报和解除警报三种，每种警报均鸣3分钟为一个周期。

#### 预先警报
预先警报于可能遭受空袭威胁时鸣响。预先警报为响36秒，停24秒，反复3遍，共3分钟。

#### 空袭警报
空袭警报于将要或已经遭受空袭时鸣响。空袭警报为响6秒，停6秒，反复15遍，共3分钟。

#### 解除警报
解除警报于一轮空袭已经结束并且短时间内不会遭受下一轮空袭鸣响。解除警报为连续长鸣3分钟。

### 防空警报的试鸣
中華人民共和國一些城市安排每年的某一天进行防空警报的测试。测试一般为15分钟，依照空袭警报、紧急警报和解除警报的顺序鸣响。一是为悼念该城市遭到的空袭中遇难的人民，二是检验人防设备，三是进行国防教育。一些单位也会在这一天安排防空演习。防空警报试鸣之前要在报刊等新闻媒体上公布，以免造成社会恐慌。

#### 一些城市和地区试鸣防空警报的日期
- 福州市：4月21日9:30-10:00，纪念1941年4月21日福州沦陷日。
- 济南市：5月3日10:00，为悼念五三惨案（又稱濟南慘案）的遇难者。
- 厦门市：5月10日15:00-15:30，纪念1938年5月10日厦门沦陷日。
- 徐州市：5月19日9:00，纪念1938年5月19日徐州沦陷，徐州会战结束。
- 重庆市：6月5日10:30，为悼念1941年6月5日日军较场口大轰炸大隧道惨案的死难同胞[4]。
- 潍坊市：6月15日11:00-11:15，纪念1948年6月15日潍坊特别市防空委员会成立。
- 汕头市：6月21日11:00，纪念1939年6月21日汕头沦陷纪念日。
- 河北省：7月7日10:00，为纪念1937年7月7日七七事变。
- 南宁市：8月30日10:30，为悼念1939年日军空袭南宁的遇难者[4]；自2012年起改为9月18日上午10时30分至10时45分[5]。
- 北京市：9月第三个星期六上午10:00-10:23，全民国防教育日。
- 上海市：9月第三个星期六上午11:35-11:58，全民国防教育日、人民防空警报试鸣日。
- 武汉市：10月25日16:00-16:30，为纪念1938年10月25日武汉沦陷，武汉会战结束。[6][7]
- 湖南省：11月1日9:30-9:49，人防知识、法规宣传。[8]
- 青岛市：11月14日10:00-10:20，为纪念德意志國軍隊于1897年11月14日占领胶州湾[9]。
- 桂林市：11月30日11:00，为悼念日军空袭桂林的遇难者[4]；自2012年起改为9月18日上午10时30分至10时45分[5]。
- 南京市：12月13日10:00-10:33，为悼念南京大屠杀的遇难者[4]。

另有沈阳、哈尔滨、合肥、昆明、乌鲁木齐、杭州、南昌等百余座城市统一选在每年9月18日进行防空警报试鸣，以纪念九一八事变，也有部分城市与北京上海一样，选在9月第三个星期六（全民国防教育日）试鸣防空警报。

### 现代灾难悼念鸣报

#### 2008年汶川地震默哀期间防空警报
2008年汶川地震后，中华人民共和国政府发表公告，将2008年5月19日、20日、21日定为全国哀悼日。5月19日的下午14时28分（汶川地震发生时刻），在中国大陆全域拉响时长3分钟的防空警报，中华人民共和国大陆居民在此期间集体向死难者默哀。

#### 2010年舟曲泥石流默哀期间防空警报
2010年舟曲泥石流之后，中华人民共和国政府发表公告，将2010年8月15日举行全国哀悼活动。当日的上午10时02分在甘肃省全域拉响时长1分钟的防空警报，甘肃省全域民众及在新加坡参加第一届夏季青年奥林匹克运动会的中国代表团在此期间集体向死难者默哀。

#### 2013年芦山地震默哀期间防空警报
2013年芦山地震后，中华人民共和国四川省政府发表公告，将2013年4月27日定为全省哀悼日。当日的上午8时02分（芦山地震发生时刻）在四川省全域拉响时长3分钟的防空警报，四川省全域民众在此期间集体向死难者默哀。

#### 2020年新冠肺炎疫情默哀期间防空警报
2020年新冠肺炎疫情大爆发后，中华人民共和国政府发表公告，将2020年4月4日举行全国性哀悼活动。4日的上午10时在中国大陆全域拉响时长3分钟的防空警报，中华人民共和国大陆居民在此期间集体向死难者默哀。

#### 2022年江泽民逝世期间防空警报
2022年江泽民逝世后，江泽民同志治丧委员会发布《江泽民同志治丧委员会公告（第2号）》，宣布将于12月6日10时在北京人民大会堂举行追悼大会，全国人民默哀3分钟，一切有汽笛的地方鸣笛3分钟，防空警报鸣响3分钟。

## 日本
在第二次世界大戰期間（中日戰爭、大東亞戰爭、太平洋戰爭）的日本，1937年（昭和12年），關於國土防空的民防法《防空法》（1937年第47號法）頒布，同年防空執法條例（1937年第549號）制定了空襲警告的基本規定。
《防空執法條例》第七條規定了兩種警告，一種是有飛機襲擊危險時發出的警告警告，一種是有飛機襲擊危險時發出的空襲警告。旨在分階段發布警告，統稱為“防空警告”。 負責該地區的帝國陸軍和海軍指揮官，即陸軍的防備指揮官、師團指揮官或要塞指揮官，以及海軍基地的總指揮官或港口指揮官海軍，有權發出警報。 其中，在發布預警警報時，奉命實施小範圍停電，並在發布空襲警報時迅速撤離至防空洞。 然而，雷達和偵聽空襲的偵聽設備短缺，以及在各地和總部設立的軍民防空監視站（目視監視敵機的瞭望塔）之間的通信設施不足。由於問題，它在大東亞戰爭後期對日本本土的空襲中並不總是奏效。
在戰後時期，部分由於應急準備的討論被視為禁忌，民防預警系統在很長一段時間內仍然不足，防空網絡在別連科中尉的叛逃中被完全攻破。從1990年代左右開始，北韓對日本的導彈發射試驗成為一種威脅，因此，關於公民保護的辯論愈演愈烈；而自2010年代以來，朝鮮導彈頻繁經過本州和北海道，並且防空警報已經實際投入運營。

## 中華民國（臺灣）

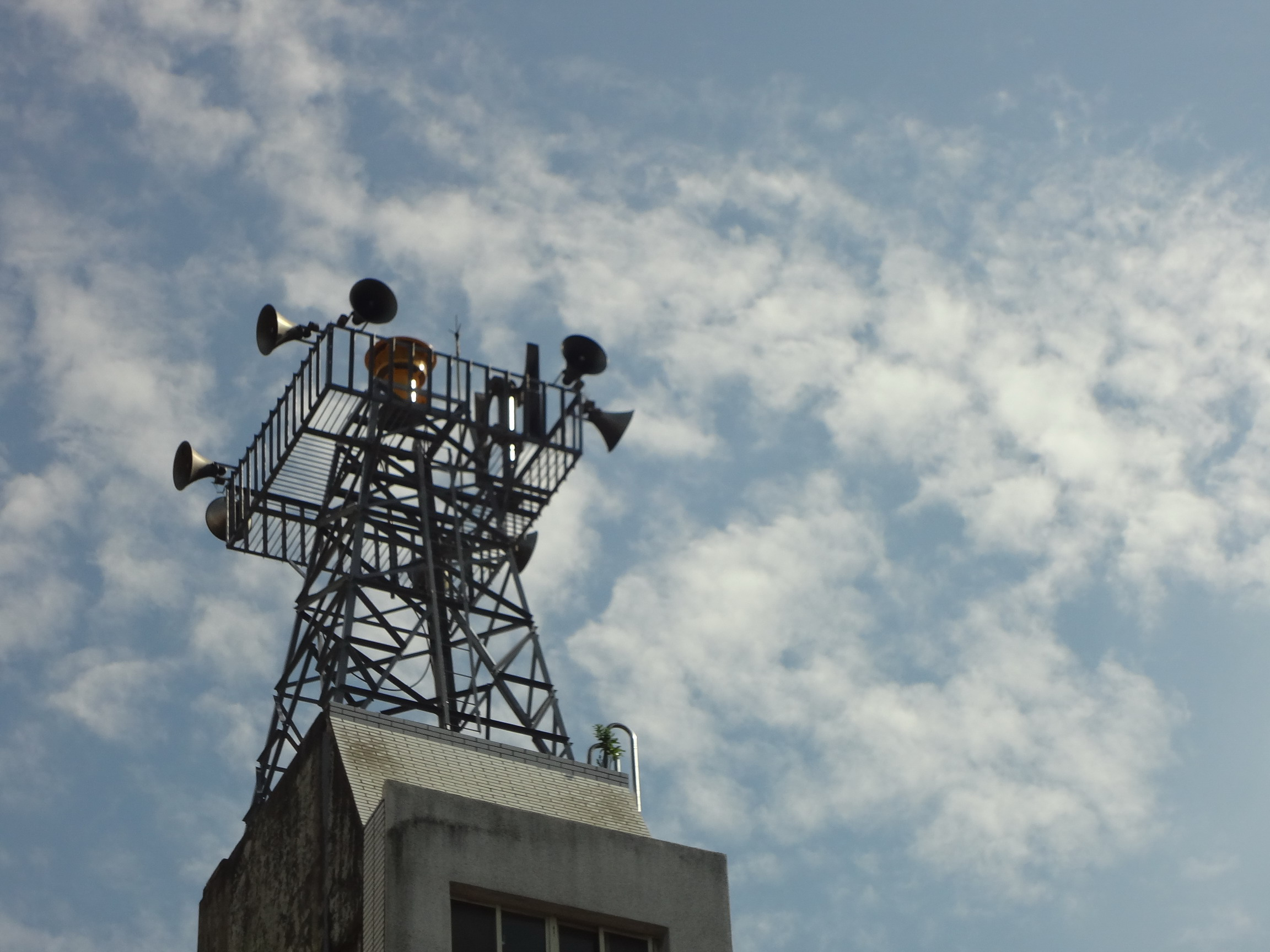
派出所的警報器

中華民國（臺灣）的防空警報由內政部警政署民防防情指揮管制所發布。當敵機、飛彈、不明飛機接觸中華民國（臺灣）警報發佈線時，民防防情指揮管制所以VHF、UHF、HF三大通信系統直接對各縣市警察局民防管制中心發布防空警報命令，或者由民防管制中心以微波遙控方式，直接啟動各地警報台，發布警報。

### 防空警报種類
防空警报分紧急警报和解除警报两种。

#### 緊急警報
1長2短，長音15秒，短音5秒，長短音之間各停5秒，連續3次，共115秒。

#### 解除警報
長音1次，共90秒。
警報發放時機：
1.獲知敵機或不明飛機航跡，判明有可能進襲臺、澎地區，並進入我警報發放線以內時，即發布緊急警報。
2.狀況解除時發布，解除警報。
防空警報試放：
試放前公布告知，旨在測試防空警報器性能，試放音符以連續1分半鐘之長聲實施。

### 防空演習及警報試放
中華民國（臺灣）每年不定期執行一次全民防空萬安演習，採用事先有預警的方式實施。施放緊急警報及解除警報各一次，期間30分鐘，民眾須配合疏散避難。 此外每季試放警報一次，用以解除警報(其中一季與萬安演習同時執行)。
近幾年很少聽到試放警報的測試鳴放，只有萬安演習時才會鳴放完整的防空警報音響。
最近一次試放警報的測試鳴放是2022年7月26日下午1時30分至2時00分，為因應烏克蘭戰爭等國際情勢而安排的「萬安45號」演習。

## 另見
- 防空洞
- 海嘯警報